# Rosa rosor
Rosa rosor (danska: Lyserøde roser) är en oljemålning av den nederländske konstnären Vincent van Gogh från 1890. Den ingår i samlingarna på Ny Carlsberg Glyptotek i Köpenhamn sedan 1923.
van Gogh målade flera blomsterstilleben; de mest berömda är hans serie av Solrosor. Detta rosenstilleben målades i Auvers-sur-Oise där konstnären befann sig de sista månaderna av sitt liv för att få vård hos doktor Paul Gachet. Målningen färdigställdes i juni 1890, bara några veckor innan konstnärens självmord den 29 juli. Gachet var målningens första ägare. Senare hamnade den i museidirektören Helge Jacobsens (1882–1946) ägo som donerade målningen till Ny Carlsberg Glyptotek. Jacobsen var son till Carl Jacobsen som grundade såväl bryggeriet Carlsberg som museet där den idag är utställd på. 